# تخلیه الکترواستاتیکی

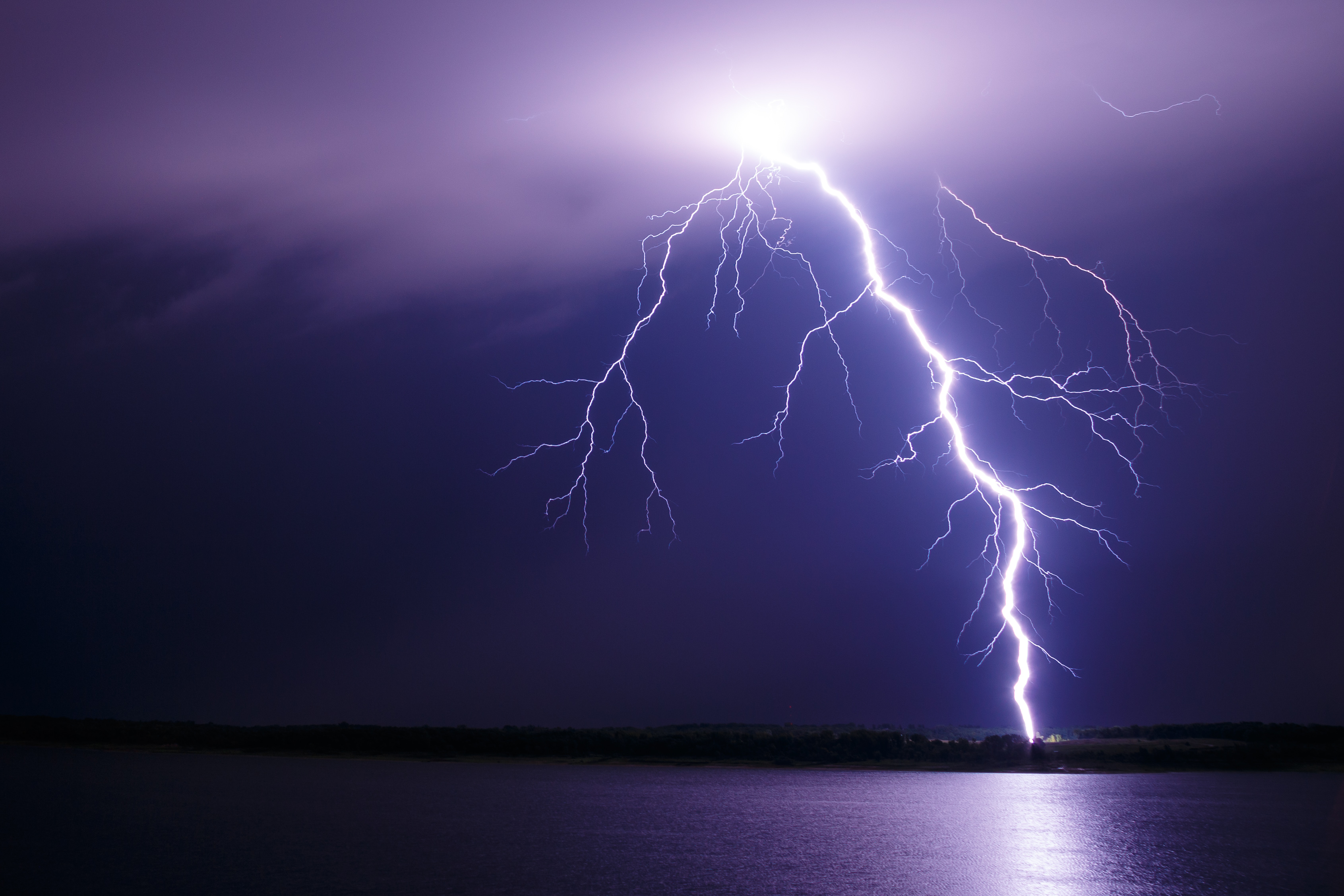
تخلیه الکتروستاتیکی توسط صاعقه

تخلیه الکتروستاتیکی (Electrostatic Discharge, ESD)، پدیدهٔ لحظه‌ای و ناگهانی عبور جریان الکتریکی است که میان دو جسم با پتانسیل الکتریکی متفاوت اتفاق می‌افتد، زمانی که اختلاف پتانسیل میان آن دو، از حد معینی فراتر رود. این اصطلاح معمولاً در فیزیک، الکترونیک و دیگر علوم برای توصیف گذر ناخواسته جریان الکتریکی که ممکن است به دستگاه‌ها بسیار آسیب بزند، مورد استفاده قرار می‌گیرد. پدیده رعد و برق، نمونه ای از تخلیه الکتروستاتیک میان ابر و زمین است.
ESD یک مسئلهٔ مهم در الکترونیک حالت جامد، مثلاً در تراشه است. مدارهای یکپارچه از مواد نیمه هادی مانند سیلیسیم و مواد عایقی مانند سیلیس ساخته شده ‌اند. هر کدام از این مواد ممکن است بر اثر ولتاژ بالا آسیب دائم ببینند.